# Малайська кухня

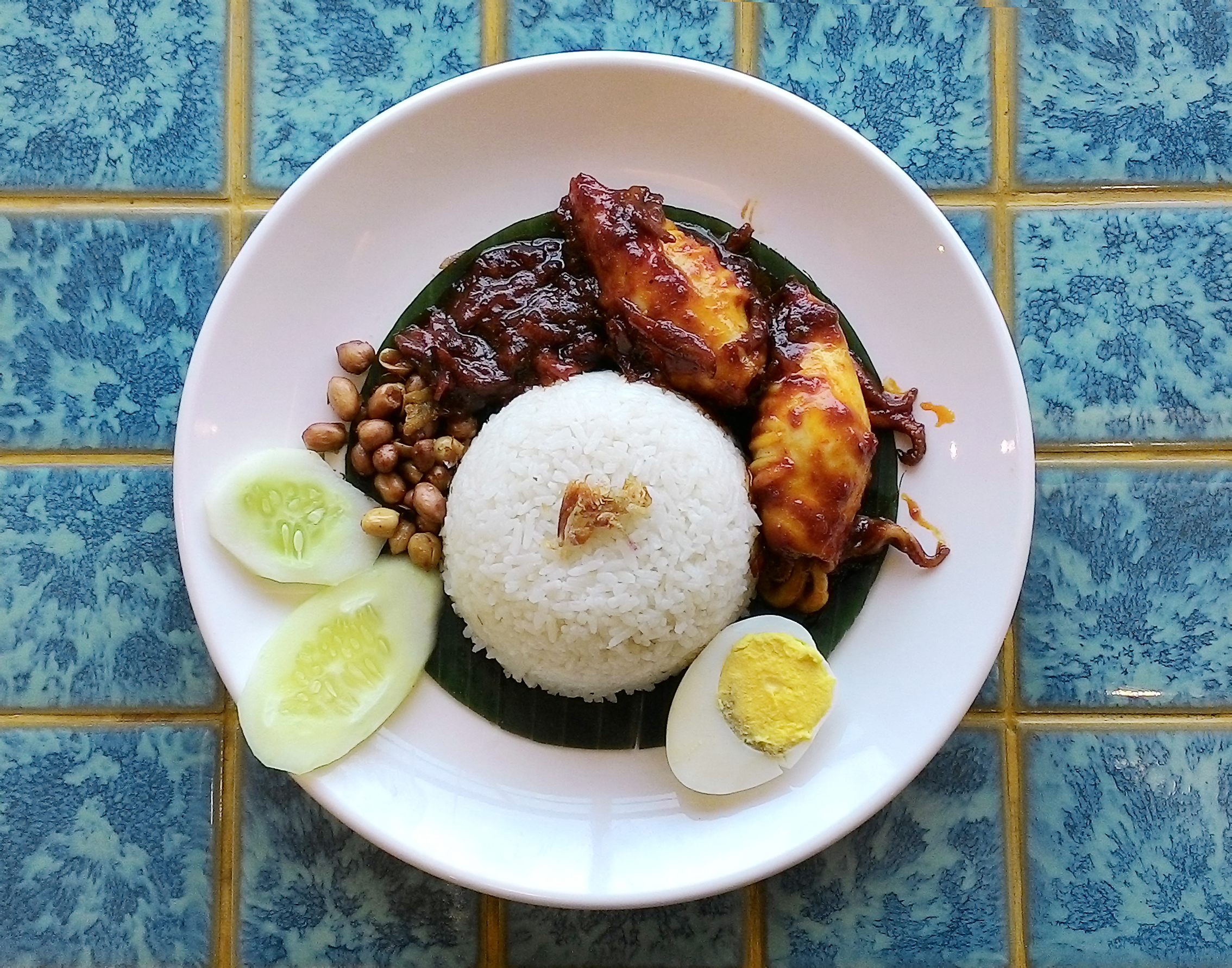
Насі лемак — рис зварений на кокосовому молоці та листі панндану.

Малайська кухня — це традиційна кухня етнічних малайців Південно-Східної Азії, що проживають у сучасній Малайзії, Індонезії (частини Суматри та Західного Калімантану), Сінгапурі, Брунеї, Південному Таїланді та на Філіппінах (переважно на півдні). Різні регіони Малайзії відомі своїми унікальними стравами, такими як насі лемак, насі даганг, насі керабу, керопок лекор (рибна ковбаса), темпояк, лакса та інші.
Основна характеристика традиційної малайської кухні — значне вживання спецій та кокосового молока, яке надає малайським стравам пікантного та вершкового характеру. Інша основа — белакан (паста з креветки), яка використовується як основа для насиченого соусу самбал. Малайська кулінарія також часто використовує лемонграс і корінь калгану.
Майже кожну малайську страву подають з рисом, який також є основною їжею у багатьох інших азійських культурах. Хоча в малайській страві є різні види страв, всі подаються відразу, а не поступово. Їжу їдять делікатно пальцями правої руки і ніколи лівою.
Невідомо, коли сформувалися малайські кулінарні традиції, але найдавніший запис традиції датується 15 століттям, коли Султанат Малакки став важливим торговим центром на Малайському архіпелазі.

## Приготування їжі
Малайська традиційна кухня використовує різноманітні інгредієнти, які часто описуються як гострі та смачні, завдяки активному використанню спецій, трав та коріння. Окрім цього, ще одним важливим аспектом для малайської кухні є специфічне обладнання та посуд.
Традиційні способи приготування їжі в малайській кухні досить схожі на життя в малайських селах, яке протікає повільно і невимушено. Тому більшість автентичних малайських делікатесів готуються на повільному вогні протягом тривалого часу, порівняно з китайською їжею. Існують численні методи термінології приготування, які застосовуються в малайській кулінарії, які складаються з сухих і вологих способів приготування їжі.

### Способи приготування
Спосіб туміс використовує невелику кількість олії або жиру на неглибокій сковороді на відносно сильному вогні. Саляй — копчення або смаження їжі на грилі або на відкритому вогні. Сангай — спосіб сухого варіння та обсмажування спецій без додавання олії. Танак приготування їжі в горщику, особливо рису. Джеранг — це спосіб приготування їжі через кип'ятіння або тушкування. Целур — занурення овочів у гарячу воду.

## Історія та вплив
Невідомо, коли сформувалися малайські кулінарні традиції, але найдавніший запис про цю традицію датується 15 століттям, коли Малаккський султанат став важливим торговим центром Малайського архіпелагу .  Найважливіша спадщина Малакки походить від її участі в торгівлі спеціями, її відкритості до інгредієнтів та кулінарних технік, завезених іноземцями, зокрема арабами, персами, китайцями та індійцями, а також від культивування багатої еклектичної гастрономії. Малакка також стала каталізатором розвитку двох інших багатих та унікальних кулінарних культур, які є поєднанням малайської з китайською та європейською традиціями, кухонь відповідно відомих як ньонья та євразійська . У століттях до і після Малакки існували інші немалайські групи, від бугінців та яванцев до мінангкабау, які в різний час були поглинені малайським суспільством завдяки схожості способу життя та спільній релігії, і мали різний ступінь впливу на малайську кухню. 
Важливо розуміти нюанси та відмінності того, що робить страву малайською, що тісно пов'язано з відмінностями між концепцією малайців як етнічної групи чи як раси . В Індонезії малайська кухня точніше стосується кухні етнічних малайців, які традиційно населяють східне узбережжя Суматри, Малайський півострів та узбережжя Борнео . Однак у Малайзії, Сінгапурі, Брунеї та за межами Малайського архіпелагу (таких як Шрі-Ланка та Південна Африка) термін «малайська кухня» часто має ширше розуміння, яке включає кулінарні традиції інших сусідніх спільних австронезійських народів, часто включаючи мінангкабау, яванці та бугі, або навіть їх похідні від міксу.
Насі лемак, рис, приготований у жирному кокосовому молоці, мабуть, найпопулярніша страва, повсюдно поширена в малайських містах і селах. Nasi lemak is considered Malaysia's national dish. Іншим прикладом є кетупат або насі хімпіт, пресований рис, приготований у пальмовому листі. Він особливо популярний під час Харі Райя . З різного м'яса та овочів можна було приготувати гулай або карі, різновид страви каррі з різними сумішами спецій, що відображають індійський вплив, давно присутній у малайській кухні. Оскільки більшість малайців є мусульманами, малайська кухня суворо дотримується ісламського халяльного дієтичного права. Споживання білка здебільшого здійснюється з яловичини, буйволів, козячого м'яса та баранини, а також птиці та риби. Свинина, нехаляльне м'ясо та алкоголь заборонені. Лакса, поєднання малайської та китайської кухні, також є популярною стравою. Малайська кухня також запозичила деякі сусідні кулінарні традиції, такі як ренданг, запозичений з кухні мінангкабау на Суматрі, насі улам з кухні бетаві та сатай з яванської кухні на острові Ява . Однак малайці розвинули свої особливі смаки та рецепти.
Малайська кухня поширилася за межі Малайського архіпелагу та вплинула на кулінарні традиції інших регіонів. Боботі — південноафриканська страва, що має походження з острова Капська Малая. Це пряний фарш, запечений під яєчною скоринкою. Серед різноманітних страв, відомих у Південній Африці, bobotie вважають, можливо, найтиповішою національною стравою, адже в інших країнах вона зустрічається рідко. Її рецепт походить із колоній Голландської Ост-Індської компанії в Батавії, а назва — від індонезійського слова «боботок». В інших країнах відома ще одна страва малайського походження — калу додол, шрі-ланкійський десерт, що готується з kithul джагері (солодкого соку пальми тодді), рисового борошна та кокосового молока.
1. ↑  Tracking down fine Malay food. Star Publications (M) Bhd. 17 жовтня 2010. Архів оригіналу за 28 червня 2011. Процитовано 18 березня 2011.
2. ↑  Rosemary Brissenden (2007). Southeast Asian Food: Classic and Modern Dishes from Indonesia, Malaysia, Singapore, Thailand, Laos, Cambodia and Vietnam. Periplus Editions. с. 175—176. ISBN 978-0-7946-0488-2.
3. ↑  Nasi Lemak. Malaysia.com. Архів оригіналу за 27 липня 2010. Процитовано 6 липня 2010.